# John Carroll Lynch
John Carroll Lynch (ur. 1 sierpnia 1963 w Boulder) – amerykański aktor. Najbardziej znany jest z roli w serialu The Drew Carey Show, gdzie zagrał brata-transwestytę głównego bohatera oraz z roli Norma w filmie Fargo.
W 2003 roku wystąpił w filmie Gothika, a w 2007 w filmie Zodiak.
W 2016 roku zagrał rolę Maurice’a „Maca” McDonalda w filmie McImperium.